# Metaloproteiny
Metaloproteiny – białka złożone (proteidy). Zbudowane są z części białkowej i grupy prostetycznej. Grupą prostetyczną tu jest atom lub atomy metali takich jak miedź, wapń, żelazo itp. W zależności od metalu grupa prostetyczna powiązana jest ze ściśle określoną funkcją biologiczną. Metale są związane silnymi wiązaniami kowalencyjnymi.
Przykładem metaloproteiny może być hemoglobina z żelazem, która odpowiada za transport tlenu.